# Sinaia
Sinaia is een stad in Roemenië in het district Prahova, gelegen aan de voet van het Bucegigebergte. De stad telt 11.935 inwoners (2007).
De "Parel van de Karpaten", zoals Sinaia nog genoemd wordt, is een van de oudste en bekendste bergvakantieoorden in Roemenië.
De stad bevindt zich in een bergachtig gebied in de Prahova-vallei.

## Bezienswaardigheden

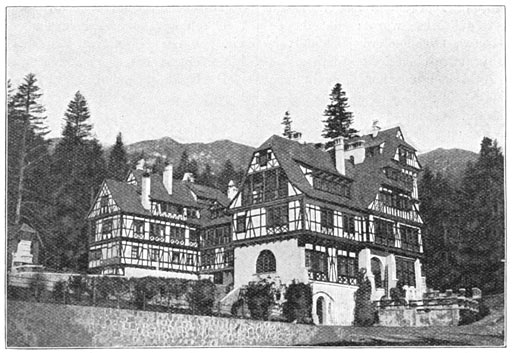
Vorstelijke woning te Sinaïa, begin 20e eeuw

De stad is vooral bekend om het Kasteel Peleș, de vroegere zomerresidentie van koning Carol I van Roemenië, dat als een hoogstaand architecturaal bouwwerk beschouwd wordt. Op heden bezit het onder andere een rijke kunst- en wapenverzameling. Sinaia is ook bekend om het kleinere Kasteel Pelișor en om het Sinaia-klooster, waar de stad naar genoemd is. In de zomer verbleef de Roemeense toondichter George Enescu in deze stad, namelijk in de villa Luminuş.

## Wintersport
Sinaia is een van de grootste skigebieden van Roemenië en heeft ongeveer 10 skipistes.